# Кортунов, Игорь Михайлович
Игорь Михайлович Кортунов (р. 19 июня 1963, Шумерля, Чувашская АССР, СССР) — российский предприниматель, организатор производства; кандидат экономических наук. С 2001 года — председатель совета директоров ОАО "Завод «Чувашкабель»".
Член Высшего экономического совета Чувашской Республики (с 2020), заместитель председателя Общественного совета при Главе Чувашской Республики (с 2020).

## Биография

### Происхождение
Родился в городе Шумерле Чувашской АССР. В 1985 году закончил электротехнический факультет Чувашского государственного университета им. И. Н. Ульянова по специальности «Автоматика и телемеханика».

### Профессиональная деятельность
В 1985—1986 и 1988—1989 — инженер-конструктор на Чебоксарском электроаппаратном заводе. Служил в Советской Армии (1986—1988). В 1989—1991 — преподаватель Чебоксарского машиностроительного техникума.
В 1991—1995 — генеральный директор внедренческой фирмы «ОКСИ».
В 1995—1998 — генеральный директор завода «Чувашкабель».
В 1998 году работал первым заместителем начальника Главного управления развития экономики и промышленности, руководителем департамента экономики Красноярского края. В 1998—1999 — начальник управления экономики и промышленности Красноярского края. Работал в администрации Александра Лебедя в Красноярском крае.
В 1999—2000 — председатель совета директоров завода «Чувашкабель».
В 2000—2001 — генеральный директор ОАО «Бор» Приморского края.
С 2001 — председатель совета директоров ОАО "Завод «Чувашкабель», одновременно с 2003 года — заведующий кафедрой промышленного менеджмента и сертификации Чувашского государственного университета им. И. Н. Ульянова.
Член попечительного совета Чувашского государственного университета им И. Н. Ульянова. Член редакционной коллегии журнала «Кабели и провода».
На 2020 Генеральный директор ООО "СЗ «КСК Инвест».
В 2020 году вошел в Народный штаб Олега Николаева, сторонник, единомышленник кандидата на пост Главы республики.

## Семья и личная жизнь

### Семья
Женат, 3 взрослых детей.
Сын — Кортунов, Олег Игоревич — глава города Чебоксары с 2020 по 2022 год. Умер в Казани в 2022 году.
Другой сын — Кортунов Александр Игоревич — предприниматель.
5 внуков (2020).
Имеет 2 йорка, 1 английского бульдога и шотландского кота.

### Бизнес-активы семьи
У семьи три направления работы. Первое — электротехническое — Кабельный завод. Второе — строительное. Третья отрасль — здравоохранение — санаторно-курортный комплекс «Чувашия-курорт».
Глава семейного бизнес-клана — Кортунов Игорь Михайлович — учредитель ООО ВФ «ОКСИ», АО "СЗ «Группа КСК», ООО «Рантье».
Сын Кортунов Александр Игоревич является ИП (Строительство жилых и нежилых зданий) и собственником ООО «Инвестстрой» (Строительство жилых и нежилых зданий), ООО «Диаконт» (Покупка и продажа собственного недвижимого имущества), ООО "ПК «Эталон» (Торговля оптовая бытовыми электротоварами), ООО «Рантье» (Аренда и управление собственным или арендованным недвижимым имуществом), ООО "БК «Максимус» (Деятельность фитнес-центров), ООО «Речников Риэлти Групп» (Аренда и управление собственным или арендованным недвижимым имуществом), ООО «Инженерные Сети» (Строительство инженерных коммуникаций для водоснабжения и водоотведения, газоснабжения).
Кортунова (Науменко) Олеся Викторовна — генеральный директор ОАО "Завод «Чувашкабель»".

## Награды
- Почётная грамота Чувашской Республики.
- Благодарность Главы Чувашской Республики — в 2013 г. и в 2015 г.
- Почетная грамота Министерства промышленности и энергетики Чувашской Республики.
- «Заслуженный работник кабельной промышленности» (награда Ассоциации «Электрокабель»)
- Почетное звание «Доктор электротехники» (награда Академии электротехнических наук Российской Федерации).
- Памятный знак «За вклад в развитие кабельной промышленности» (награда Ассоциации «Электрокабель»).